# Kanton Brunoy
Canton de Brunoy je francouzský kanton v departementu Essonne v regionu Île-de-France. Vznikl 22. července 1967, obec Yerres se vyčlenila v roce 1975. Od roku 1985 je Brunoy samostatným městským kantonem.

## Složení kantonu
| Obec   | Počet obyvatel (2007) | PSČ   | INSEE       |
| ------ | --------------------- | ----- | ----------- |
| Brunoy | 25567                 | 91800 | 91 2 05 114 |